# Země císaře Viléma II.
Země císaře Viléma II. je území na východním pobřeží Antarktidy mezi Penckovým a Filschnerovým mysem. Na východě sousedí se Zemí královny Marie. Oblast byla objevena v roce 1902. Vedoucí expedice, Erich Drygalski, ji pojmenoval podle německého císaře Viléma II., který výpravu finančně podpořil.

Země císaře Viléma II. na mapě Antarktidy

V oblasti se nachází vyhaslá sopka Gaussberg, vysoká 370 m.